# Celle di Bulgheria
Celle di Bulgheria è un comune italiano di 1 685 abitanti della provincia di Salerno in Campania.

## Geografia fisica
Situato nella parte meridionale del Cilento, è posto a 234 m s.l.m. tra il Monte Bulgheria (da cui prende il nome) e il fiume Mingardo.
- Classificazione sismica: zona 2 (sismicità media), Ordinanza PCM. 3274 del 20/03/2003.

## Storia
Celle di Bulgheria è un piccolo comune la cui storia è caratterizzata da due eventi rilevanti: lo stanziamento dei proto-bulgari e quello dei monaci. I proto-bulgari abitarono questa terra, giungendo fino alle falde del Monte Bulgheria e fondando dei villaggi. I monaci arrivarono dalla Bulgaria e dalla Grecia e fondarono cenobi e celle attorno ai quali sorsero i primi centri abitati.
Probabilmente, in uno dei villaggi alle falde del Monte Bulgheria nacque la sede di una laura (luoghi di preghiera) con celle; il nucleo che si creò attorno a questi siti prese il nome di "celle". Alla fine se ne ricavò il nome di Celle di Bulgheria.
Dal 1811 al 1860 ha fatto parte del circondario di Torreorsaja, appartenente al Distretto di Vallo del Regno delle Due Sicilie.
Dal 1860 al 1927, durante il Regno d'Italia ha fatto parte del mandamento di Torre Orsaja, appartenente al Circondario di Vallo della Lucania.

## Monumenti e luoghi d'interesse
A Celle di Bulgheria sono da visitare il caratteristico centro storico con i numerosi portali in pietra, il Palazzo De Luca, la chiesa della Madonna della Neve con un altare del 1700 molto caratteristico, realizzato in marmo di vivi colori (bianco, rosso, arancione, turchino e verde scuro). Dietro l'abside con semicupola e pareti poligonali, tutte decorate di stucchi e fregi di stile neoclassico.
A Poderia, frazione di Celle di Bulgheria, è molto forte la devozione a Santa Sofia, alla quale è dedicato il santuario votivo sito sulle pendici del Monte Bulgheria.
Da non perdere le escursioni sul Monte Bulgheria, che è un massiccio calcareo la cui cima più alta raggiunge i 1225 metri. Qui si trova la grotta che la popolazione conosce come "Grotta della Madonna", denominata così per due motivi: il primo perché si narra in una leggenda che vi abitasse la Vergine, il secondo perché uno scultore realizzò l'immagine della Madonna ricavata da una stalagmite.

## Società

### Evoluzione demografica
Abitanti censiti

## Infrastrutture e trasporti

### Strade
- Strada Provinciale 17/b Bivio S.Cataldo-Celle di Bulgheria-Poderia-Ponte Mingardo.
- Strada Provinciale 58 Innesto SP 17-Stazione Celle di Bulgheria.
- Strada Provinciale 198 Innesto SS 18-S.Andrea-Palombara-Innesto SP 17.
- Strada Provinciale 209 Innesto SP 17 (Poderia)-Innesto SP 58 (Celle di Bulgheria).
- Strada Provinciale 430/c Futani-Massicelle-Poderia.
- Strada Provinciale 430/d Roccagloriosa-Svincolo di Policastro Bussentino.

### Ferrovie
Celle di Bulgheria è dotata di una stazione ferroviaria denominata Celle di Bulgheria-Roccagloriosa, posta sulla linea Battipaglia-Reggio Calabria.

## Amministrazione
| Periodo | Periodo   | Primo cittadino        | Partito                                 | Carica             | Note |
| ------- | --------- | ---------------------- | --------------------------------------- | ------------------ | ---- |
| 1895    | 1901      | Andrea Guida           |                                         | Sindaco            |      |
| 1901    | 1905      | Antonio Guida          |                                         | Sindaco            |      |
| 1905    | 1907      | Orazio Caputo          |                                         | Sindaco            |      |
| 1907    | 1911      | Corradino Ferrara      |                                         | Sindaco            |      |
| 1911    | 1913      | Corradino Ferrara      |                                         | Sindaco            |      |
| 1913    | 1914      | Corradino Ferrara      |                                         | Sindaco            |      |
| 1914    | 1916      | Corradino Ferrara      |                                         | Sindaco            |      |
| 1916    | 1920      | Giacomo De Luca        |                                         | Sindaco            |      |
| 1920    | 1922      | Antonio Guida          |                                         | Sindaco            |      |
| 1922    | 1925      | Antonio Guida          |                                         | Sindaco            |      |
| 1925    | 1936      | Giuseppe Caputo        | Partito Nazionale Fascista              | Podestà (fascismo) |      |
| 1936    | 1943      | Tommaso Balbi          | Partito Nazionale Fascista              | Podestà (fascismo) |      |
| 1943    | 1944      | Camillo Caputo         |                                         | Sindaco            |      |
| 1944    | 1946      | Sabato Antonio De Luca |                                         | Sindaco            |      |
| 1946    | 1952      | Domenico Caputo        | Partito Democratico Cristiano           | Sindaco            |      |
| 1952    | 1961      | Domenico Speranza      |                                         | Sindaco            |      |
| 1961    | 1970      | Nicola Caputo          | Partito Socialista Democratico Italiano | Sindaco            |      |
| 1970    | 1975      | Franco Caputo          | Democrazia Cristiana                    | Sindaco            |      |
| 1975    | 1980      | Franco Caputo          | Democrazia Cristiana                    | Sindaco            |      |
| 1980    | 1988      | Giuseppe De Luca       | Democrazia Cristiana                    | Sindaco            |      |
| 1988    | 1990      | Gerardo Guida          | Democrazia Cristiana                    | Sindaco            |      |
| 1990    | 1995      | Gino Marotta           | Partito Comunista Italiano              | Sindaco            |      |
| 1995    | 1999      | Gino Marotta           | Partito Democratico della Sinistra      | Sindaco            |      |
| 1999    | 2004      | Gino Marotta           | Democratici di Sinistra                 | Sindaco            |      |
| 2004    | 2009      | Cristoforo Cobucci     | Lista civica                            | Sindaco            |      |
| 2009    | 2014      | Cristoforo Cobucci     | Lista civica                            | Sindaco            |      |
| 2014    | 2015      | Roberto Amantea        | commissario prefettizio                 | Sindaco            |      |
| 2015    | 2020      | Gino Marotta           | Lista civica                            | Sindaco            |      |
| 2020    | in carica | Gino Marotta           | Lista civica Andiamo in comune          | Sindaco            |      |

### Gemellaggi
- Veliki Preslav

### Altre informazioni amministrative
Le competenze in materia di difesa del suolo sono delegate dalla Campania all'Autorità di bacino regionale Sinistra Sele.
Il comune fa parte della Comunità montana Bussento - Lambro e Mingardo.